# Sočkovac

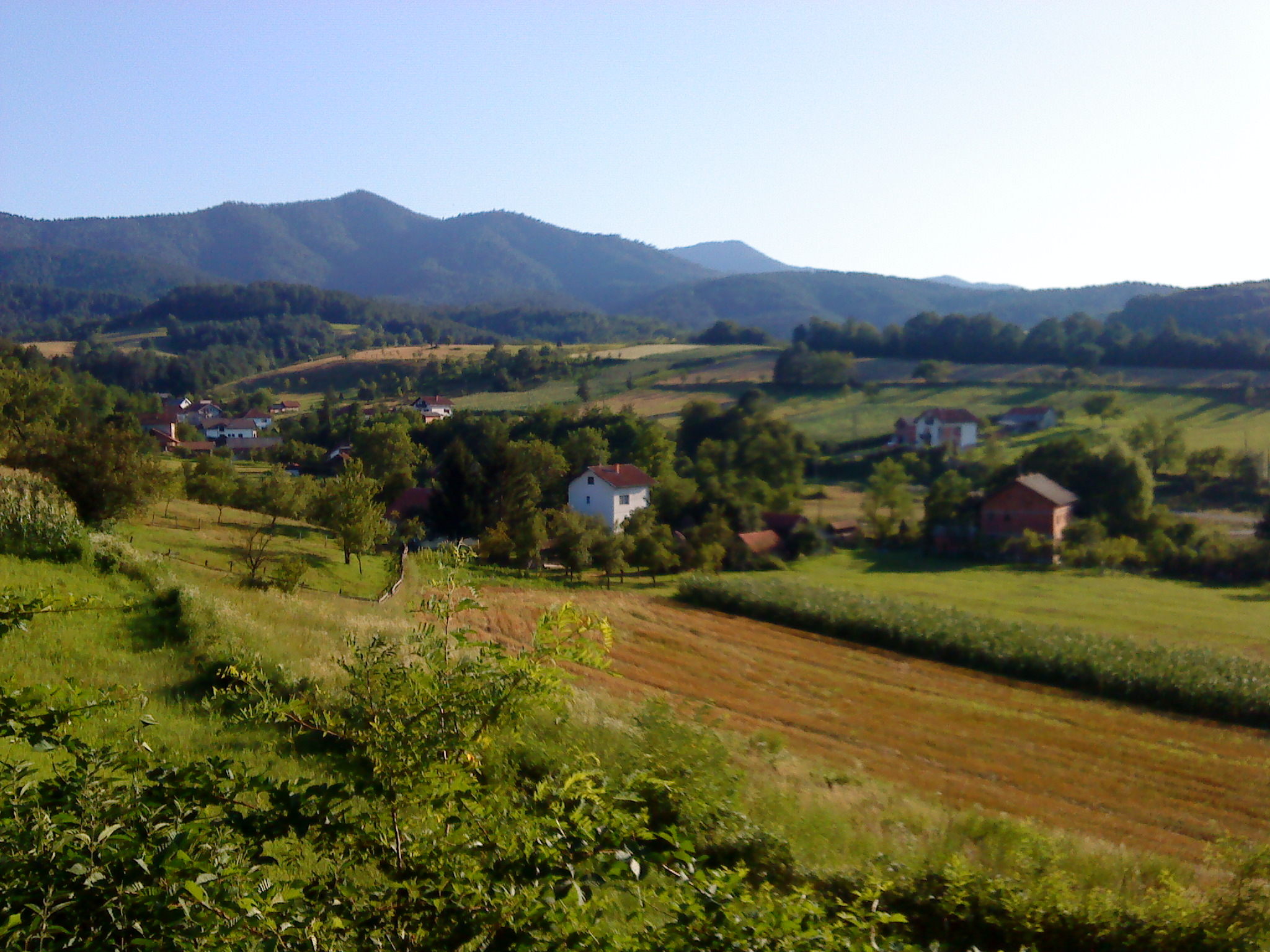
Blick auf den Ort und den Berg Ozren im Hintergrund

Sočkovac (kyrillisch: Сочковац) ist ein Dorf in der Gemeinde Petrovo im Norden von Bosnien und Herzegowina. Geographisch befindet sich die Ortschaft in Bosnien und politisch gehört sie zur Entität der Republika Srpska.

## Geschichte
Sočkovac ist historisch ein Teil der Gemeinde Gračanica. Nach dem Bosnienkrieg wurde die Stadt Gračanica geteilt und gehört seitdem zum Teil der Entität der Föderation Bosnien und Herzegowina an und der Rest der Vorkriegsgemeinde der Republika Srpska. Bosansko Petrovo Selo, eine Siedlung, die auch einst Teil von Gračanica war, wurde zum neuen Verwaltungszentrum.